# Pontus
För andra betydelser, se Pontus (olika betydelser).
Pontus är ett förnamn som har härletts till det grekiska ordet póntos, 'hav', eller setts som en kortform av påvenamnet Pontianus. Namnet kom till Sverige under 1500-talets senare hälft genom riksrådet Pontus De la Gardie; han hette egentligen Ponce, som är den franska formen av det latinska Pontius, men när han flyttade till Sverige latiniserade han felaktigt namnet som "Pontus". Det förblev länge ett relativt ovanligt förnamn. Numera tycks namnet endast förekomma i Sverige och flest bärare finns idag bland dem som är födda under 1980- och 1990-talet. 
Den 31 december 2019 fanns det totalt 16 318 män i Sverige med namnet, varav 13 261 hade det som tilltalsnamn. Namnet har de senaste tio åren visat en vikande popularitet, år 2014 fick 67 pojkar namnet Pontus.
Namnsdag i Sverige: 20 november. I den finlandssvenska namnsdagslängden har Pontus namnsdag 20 november sedan 1995.

## Personer med förnamnet Pontus
- Pontus Assarsson, musiker
- Pontus Djanaieff, komiker och kläddesigner
- Pontus Enhörning, radioman och komiker
- Pontus Estling, riksspelman & militärmusiker
- Pontus Fahlbeck, statsvetare och politiker
- Pontus Farnerud, fotbollsspelare
- Pontus Fürstenberg, konstsamlare, mecenat
- Pontus de la Gardie, riksråd
- Pontus Gustafsson, skådespelare
- Pontus Gårdinger, programledare
- Pontus Henriques, ingenjör och läroboksförfattare
- Pontus Hjorthén-Nilsson, barnskådespelare
- Pontus Holmgren, musiker (Pontus & Amerikanerna)
- Pontus Hultén, professor och chef för Moderna museet
- Pontus Jansson, fotbollsspelare
- Pontus Kåmark, fotbollsspelare
- Pontus Ljungberg, konstnär och arkitekt
- Pontus Lundkvist, serietecknare, fanzinist, filmare, musiker
- Pontus Mattsson, journalist, författare
- Pontus Möller, genealog
- Pontus Nordling, finländsk radiojournalist
- Pontus Petterström, ishockeyspelare
- Pontius Pilatus, romersk prokurator och ståthållare i Judeen
- Pontus Platin, artist
- Pontus Wernbloom, fotbollsspelare
- Pontus Wikner, filosof

## Fiktiva personer med förnamnet Pontus
- Pontus Anderson, kompis till Rasmus i Astrid Lindgrens bok Rasmus, Pontus och Toker.
- Pontus Brunander, postmästare i Nils Hasselskogs fiktiva Grönköping.[6]
- Pontus Kask, en tecknad figur i Rune Andréassons serier om Bamse
- Pontus von Pluring, en tecknad disneyfigur i Kalle Ankas universum